# Chondrodesmus allenae
Chondrodesmus allenae är en mångfotingart som beskrevs av Loomis 1959. Chondrodesmus allenae ingår i släktet Chondrodesmus och familjen Chelodesmidae. Inga underarter finns listade i Catalogue of Life.